# Blythe (Georgia)
Blythe es un pueblo ubicado en el condado de Richmond, en el estado estadounidense de Georgia. En el censo de 2000, su población era de 718 habitantes.

## Demografía
En el 2000 la renta per cápita promedia del hogar era de 36.705$, y el ingreso promedio para una familia era de 40.000$. El ingreso per cápita para la localidad era de 15.190$. Los hombres tenían un ingreso per cápita de 28.393$, contra 22.039$ para las mujeres.

## Geografía
Blythe se encuentra ubicado en las coordenadas 33°17′41″N 82°12′2″O / 33.29472, -82.20056 (33.294858, -82.200623).
Según la Oficina del Censo, la localidad tiene un área total de 7,3 km² (2,8 mi²), toda ella tierra.